# 延安李氏
延安李氏（韓語：연안 이씨）是朝鮮半島的李氏本貫。祖籍黃海南道延安郡（今屬北韓）。根据2015年的人口普查，延安李氏的人数为164,036人。他们的始祖是李茂。李廷龟、李昭汉、李一相、李正臣、李喆辅、李田秀、李晚秀、李始源、李时秀、李肇源、李好闵等人均出自延安李氏。